# Cratere Vallija
Vallija  è un cratere sulla superficie di Venere.